# Presidentiële Raad (Hongarije)
De Presidentiële Raad werd op 23 augustus 1949 in Hongarije ingevoerd als collectief staatshoofd. De Presidentiële Raad verving hiermee het in 1946 ingevoerde presidentschap. De Presidentiële Raad bestond uit de President van de Presidentiële Raad (die grotendeels de taken van staatshoof op zich nam), twee vicepresidenten, een secretaris en 17 leden. Aan het begin van de zittingsperiode van een nieuw parlement koos men uit hun midden de Presidentiële Raad, die ook de bevoegdheden van het parlement uitoefende in de perioden dat het parlement niet bijeen kwam. De wetgevende bevoegdheden van de Presidentiële Raad waren echter wel aan banden gelegd, omdat het voltallige parlement de wetsvoorstellen van de Presidentiële Raad moest ratificeren.
Andere bevoegdheden van de Presidentiële Raad waren het uitschrijven van verkiezingen, het afkondigen van clementie, het uitdelen van onderscheidingen, het annuleren van verdragen die gesloten waren met buitenlandse mogendheden en het ontbinden van het parlement. De bevoegdheden van de Presidentiële Raad waren in theorie vrij groot, doch in praktijk moesten belangrijke beslissingen genomen worden in overleg met de communistische Hongaarse Socialistische Werkerspartij.
Op 20 oktober 1989 werd de Presidentiële Raad afgeschaft en het presidentschap van de republiek hersteld.